# Christine Müller (Politikerin, 1951)
Christine Müller (* 19. Februar 1951 in Einbeck) ist eine deutsche Politikerin der CDU.

## Leben
Nachdem sie zwei Jahre lang die Handelsschule besucht und die mittlere Reife erlangt hatte, war Müller bis 1985 als Sekretärin angestellt.
Seit 1969 gehört Müller der CDU an. In dieser nahm sie mehrere wichtige Posten wahr, unter anderem war sie Vorsitzende des Gemeindeverbandes der CDU. Zeitweise war sie Fraktionsvorsitzende der Christdemokraten im Rat der Verbandsgemeinde Eich. Diesem gehört sie noch heute an, ebenso dem Ortsgemeinderat von Eich und dem Kreistag des Landkreises Alzey-Worms. 1991 bis 2001 war sie Mitglied des rheinland-pfälzischen Landtags, dort war sie stellvertretende Vorsitzende der Strafvollzugskommission.
Sie ist Mutter von zwei Kindern.

## Ehrungen und Auszeichnungen
- 2002: Verdienstkreuz am Bande der Bundesrepublik Deutschland